# Давітадзе Леван Михайлович
Леван Михайлович (Хаджі Мухамедович) Давітадзе (15 вересня 1916, село Шуахеві, тепер Аджарія, Грузія — ?, місто Батумі, Аджарія, Грузія) — грузинський радянський державний діяч, голова Ради міністрів Аджарської АРСР. Депутат Верховної ради Грузинської РСР 5-го скликання. Депутат Верховної ради СРСР 6—8-го скликань. Герой Соціалістичної Праці (3.05.1949).

## Життєпис
Народився в селянській родині Мухамеда Давітадзе. При народженні отримав ім'я Хаджі, яке пізніше змінив на Леван. У 1931 році вступив до комсомолу. Закінчив Батумський державний вчительський інститут імені Руставелі.
У 1937—1942 роках — директор неповної середньої школи, інспектор, завідувач районного відділу народної освіти в Аджарській АРСР. 
Член ВКП(б) з 1939 року.
З 1942 року — секретар Хулойського районного комітету КП(б) Грузії, потім голова виконавчого комітету Хулойської районної ради депутатів трудящих Аджарської АРСР.
У 1948 році забезпечив своєю роботою перевиконання в цілому по Хулойському району планового збору врожаю тютюну на 22,6%. Указом Президії Верховної Ради СРСР від 3 травня 1949 року за отримання високих урожаїв кукурудзи та тютюну у 1948 році Давітадзе Хаджі Мухамедовичу присвоєно звання Героя Соціалістичної Праці з врученням ордена Леніна та золотої медалі «Серп і Молот.
Після цього працював завідувачем відділу Аджарського обласного комітету КП(б) Грузії та був слухачем Вищої партійної школи при ЦК ВКП(б)/КПРС.
У 1953 — березні 1961 року — секретар Аджарського обласного комітету КП Грузії.
У березня 1961 — червні 1975 року — голова Ради міністрів Аджарської АРСР.
З 1975 року — персональний пенсіонер, проживав у Батумі. Дата смерті невідома.

## Нагороди
- Герой Соціалістичної Праці (3.05.1949)
- орден Леніна (3.05.1949)
- орден Жовтневої Революції (27.08.1971)
- два ордени Трудового Червоного Прапора (2.04.1966, 12.12.1973)
- медаль «За трудову доблесть» (29.08.1960)
- медалі